# Leucodonta teneana
Leucodonta teneana är en fjärilsart som beskrevs av Matsumura 1920. Leucodonta teneana ingår i släktet Leucodonta och familjen tandspinnare. Inga underarter finns listade i Catalogue of Life.